# Jerzy Andrzej Marek
Jerzy Andrzej Marek, właśc. Andrzej Woźniakowski (ur. 7 lutego 1936 w Warszawie, zm. 14 kwietnia 2004) – polski kompozytor, pianista, dyrygent i aranżer.

## Życiorys
W latach 60. wraz z Adamem Kreczmarem prowadził, działający przy AWF w Warszawie, kabaret Gag. Współpracował z kabaretami Hybrydy, Pod Egidą oraz teatrami w Warszawie, Gdyni, Rzeszowie i Kielcach. W latach 1972–1977 był kierownikiem muzycznym Teatru Syrena w Warszawie. Tworzył muzykę do komedii muzycznych i spektakli teatralnych. Komponował piosenki m.in. dla Krzysztofa Cwynara, Jana Pietrzaka, Jerzego Połomskiego, Joanny Rawik, duetu Rinn-Czyżewski, Maryli Rodowicz, Ireny Santor, Lidii Stanisławskiej, Teresy Tutinas i Tadeusza Woźniakowskiego.

## Twórczość
Skomponował m.in. piosenki:
- Czy twoja (moja)
- Daj
- Mężowie pięknych żon
- Między nami nic nie było
- Miłujcie tedy, ile chcecie
- Wakacje nie zawsze wesołe
- Wiezie nas Wielki Wóz
- Wszystko dla pań

## Wyróżnienia
W 1968 roku został laureatem nagrody Komitetu ds. Radia i Telewizji na festiwalu opolskim za piosenkę: Jak cię miły zatrzymać z tekstem Adama Kreczmara, a w 1975 „Srebrnego Pierścienia” na Festiwalu Piosenki Żołnierskiej w Kołobrzegu za piosenkę: W taki świt.